# Lene Terp
Lene Terp (* 15. April 1973 in Aabenraa) ist eine ehemalige dänische Fußballspielerin. Die Spielerin spielte von 1993 bis 2003 für die dänische Nationalmannschaft und erreichte als erste Dänin 100 Länderspiele.

## Karriere

### Verein
Terp spielte während ihrer Karriere unter anderem für die dänischen Vereine Kolding BK, Vejle BK und Odense BK in der 3F Ligaen und für FC Fulham in der „Southern Division“ der zweiten Liga der englischen FA Women’s Premier League. Am Ende der Saison stand Fulham auf dem ersten Platz und stieg in die National Division auf, die sie dann in der folgenden Saison gewann. Danach kehrte sie zu Odense zurück. Insgesamt bestritt sie 126 Liga-Spiele in Dänemark.

### Nationalmannschaft
1989 bestritt sie mit der dänischen U-17-Mannschaft vier Spiele und zwischen 1991 und 1993 17 Spiele für die U-21-Mannschaft, gewann den Nordic Cup 1992, wurde 1991 Zweite und 1993 Dritte. Bereits während dieser Zeit machte sie am 9. März 1993 beim 3:3 gegen Norwegen ihr erstes Länderspiel beim Open Nordic Cup auf Zypern als sie zur zweiten Halbzeit eingewechselt wurde. Sie bestritt dann zwar bei dem Turnier auch die beiden restlichen Spiele, wo sie jeweils in der Startelf stand und durchspielte, bei der unmittelbar darauf folgenden Europameisterschaft kam sie aber nicht zum Einsatz. Beim darauf folgenden EM-Qualifikationsspiel gegen Litauen, das für die Litauerinnen ihr erstes Länderspiel war und bei dem den Däninnen ihr erster zweistelliger Sieg gelang, wurde sie zur zweiten Halbzeit beim Stand von 3:0 eingewechselt. Sie konnte sich dann allerdings nicht am Torreigen beteiligen, der zum 11:0 führte. Danach musste sie aber dreizehn Monate Jahre auf ihr nächstes Länderspiel warten und nahm 1994 nicht an der ersten Austragung des Algarve-Cup teil. Ab September 1994 war sie dann aber Stammspielerin, erreichte bei der zweiten Austragung des Algarve-Cup 1995 das Endspiel (2:3-Niederlage nach Verlängerung gegen Schweden) und gehörte auch zum dänischen Kader, der an der WM 1995 teilnahm. Sie spielte in den drei Gruppenspielen und dem Viertelfinale jeweils über die volle Distanz, schied aber im Viertelfinale gegen den späteren Weltmeister Norwegen aus. Durch den Viertelfinaleinzug hatten sich die Däninnen aber für das erste olympische Fußballturnier der Frauen bei den Olympischen Spielen in Atlanta qualifiziert, an dem sie dann auch teilnahm. Sie wurde in den drei Gruppenspielen wieder über die volle Distanz eingesetzt, schied diesmal aber bereits nach der Gruppenphase aus. Danach konnten sich die Däninnen nie wieder (Stand: 2016) für die Olympischen Spiele qualifizieren. Ihr nächstes bedeutendes Turnier war die EM 1997, bei der sie im zweiten Gruppenspiel gegen Italien mit ihrem ersten Länderspieltor die 1:0-Führung erzielte (Endstand 2:2). Als Gruppenletzte schieden die Däninnen aber wieder in der Vorrunde aus.
Ab 1998 war sie Mannschaftskapitänin der Nationalmannschaft und erreichte 1998 mit Dänemark zum zweiten Mal das Endspiel des Algarve-Cups, verlor dieses aber mit 1:4 gegen Norwegen. Im Februar 1999 spielte sie aus Anlass der Auslosung der Gruppen der WM 1999 mit einer FIFA-Weltauswahl gegen die Frauen-Fußballnationalmannschaft der Vereinigten Staaten. Das Spiel wird aber nicht als offizielles Länderspiel gezählt. Bei der WM in den USA bestritt sie die drei Gruppenspiele, schied mit ihrer Mannschaft aber wieder nach der Vorrunde aus. Die Däninnen verpassten damit auch das olympische Fußballturnier 2000 in Sydney. 2001 erreichte sie erneut das Finale des Algarve-Cups, verlor dieses aber mit 0:3 gegen Schweden. Im gleichen Jahr erreichte sie bei der EM in Deutschland das Halbfinale, scheiterte aber auch dort an Schweden.
Am 7. März 2002 löste sie im Spiel um Platz 5 beim Algarve-Cup 2002 mit ihrem 91. Länderspiel Gitte Krogh als dänische Rekordnationalspielerin ab. Ein Jahr später machte sie dann im ersten Gruppenspiel des Algarve-Cup 2003 gegen Frankreich als erste Dänin ihr 100. Länderspiel. Nach dem Algarve-Cup kam sie dann noch im Mai 2003 bei zwei Freundschaftsspielen gegen Deutschland zum Einsatz und bestritt am 25. Mai 2003 ihr 105. und letztes Länderspiel. Sie blieb bis zum 5. Juni 2005 Rekordnationalspielerin und wurde dann von der nun auch nicht mehr aktiven Katrine Pedersen abgelöst, die den Rekord in den folgenden acht Jahren auf die doppelte Anzahl ausdehnte.

### Trainerin
Terp erwarb die UEFA A-Lizenz und 2003 den Master of Science in Physical Education and Sports der Syddansk Universitet. Sie arbeitete als Trainerin insbesondere im Juniorinnenbereich. 2009 war sie Assistenztrainerin der Michigan Wolverines unter Greg Ryan, dem ehemaligen Nationaltrainer der Frauen-Fußballnationalmannschaft der Vereinigten Staaten. Nach einem Jahr kehrte sie aber zurück nach Dänemark.

## Erfolge
- Dänische Meisterin mit Odense BK: 2000, 2001
- Dänische Pokalsiegerin mit Odense BK: 1998, 1999